# 佩莱奥斯-德拉普雷萨
佩莱奥斯德拉普雷萨，是西班牙马德里自治区的一个市镇。总面积8平方公里，总人口2537人（2013年），人口密度335人/平方公里。